# Heuberg (Rosaliengebirge)
Der Heuberg, auch als Rosalia bezeichnet, ist mit 748 m ü. A. die höchste Erhebung des Rosaliengebirges.
Der Heuberg liegt im Gemeindegebiet von Forchtenstein im Burgenland, nordöstlich der Hochwolkersdorfer Rotte Hollerberg und nordwestlich des Ortsteiles Rosalienhäuser der  Forchtensteiner Katastralgemeinde Neustift an der Rosalia. Nur etwa 150 Meter westlich und südlich des Gipfels verläuft die Grenze zu Niederösterreich. Im Nordwesten liegt auf Lanzenkirchener Gemeindegebiet die Ofenbacher Rotte Heuberg, wo sich ein Lehrforst-Zentrum der Universität für Bodenkultur Wien befindet. Nachbarberge sind der Auerberg (740 m) und der Hartlspitz (700 m) im Süden. Am Nordosthang des Berges entspringt die Wulka.
Am Südhang unterhalb der Rosalienkapelle befindet sich eine Ski- und Rodelwiese. Im Winter ist bei entsprechender Schneelage ein etwa 150 Meter langer Schlepplift in Betrieb, der vorwiegend von Eltern mit Kindern benutzt wird.
Geologisch besteht der Heuberg aus Grobgneis. Die Hänge sind von landwirtschaftlichen Flächen geprägt, der Gipfelbereich ist jedoch bewaldet. Hier steht die Rosalienkapelle, eine bekannte Wallfahrtskirche. Zu ihr führt ein Weg von der Siedlung Rosalienhäuser aus. Am nördlichen Abhang des Heubergs liegt der Sender Heuberg.